# Erpodium glaziovii
Erpodium glaziovii är en bladmossart som beskrevs av Georg Ernst Ludwig Hampe 1872. Erpodium glaziovii ingår i släktet Erpodium och familjen Erpodiaceae. Inga underarter finns listade i Catalogue of Life.